# Город тайн
«Город тайн» (англ. The Dry) — художественный фильм режиссёра Роберта Коннолли. Главные роли исполнили Эрик Бана, Женевьев О’Райли, Кир О’Доннелл и Джон Полсон. Экранизация одноимённого романа Джейн Харпер 2016 года.
Премьера фильма в Австралии состоялась 1 января 2021 года, и он получил положительные отзывы критиков.

## Сюжет
Федеральный агент Аарон Фальк возвращается в родной город Киварра, чтобы присутствовать на похоронах своего друга детства Люка Хадлера, который, как утверждается, убил свою жену Карен, их сына Билли, а затем покончил с собой. Пощадил только их грудного ребёнка. Родители Люка просят Фалька остаться и расследовать преступление, он неохотно соглашается.
Из флэшбэков выясняется, что Фальк покинул город 20 лет назад, чтобы избежать преследований, когда его заподозрили в смерти его девушки Элли. Вернувшись, он обнаруживает, что многие жители города всё ещё злы на него, особенно отец Элли Мал и её брат Грант, которые называют его лжецом и убийцей.
С помощью местного сержанта Грега Рако Фальк начинает расследовать события, связанные со смертью Люка. Они обнаруживают, что пули, использованные в преступлении, были выпущены из ремингтона, в то время как Люк владел только винчестерами. Фальк опрашивает Скотта Уитлама, директора местной школы и босса Карен, который объясняет, что хотя у неё и Люка были некоторые проблемы с деньгами, серьёзных проблем у них не было. Когда Фальк обнаруживает слово «Грант?», написанное от руки на обратной стороне библиотечной квитанции, он подозревает, что Грант хочет приобрести ферму семьи Хадлер, поскольку родители Люка не могут управлять ею.
Фальк посещает Гретхен, другую подругу детства и коллегу Карен, которая рассказывает ему, что в столе Карен были найдены заявления на финансирование школы. Рассматривая старый фотоальбом, Фальк видит фотографию Люка, держащего на руках новорождённого сына Гретхен — Лахлана. Он предполагает Люк является отцом; Гретхен отрицает это, но косвенно подтверждает, что у них был роман. Фальк прямо спрашивает Гретхен, несёт ли она ответственность за убийства, и она говорит ему, чтобы он уходил. На следующее утро Фальк крадёт несколько заявок на финансирование и понимает, что Карен написала «ГРАНТ?», имея в виду финансы.
Фальк и Рако отправляются допросить Уитлама в школу, но обнаруживают, что он скрылся в кустах с канистрой бензина и зажигалкой. Когда они догоняют его, Уитлам признаётся в пристрастии к азартным играм, краже денег из школы для оплаты своих долгов и убийстве семьи Хадлер, чтобы скрыть своё мошенничество. Затем он обливается бензином и поджигает себя. Фальк и Рако валят его на землю и тушат огонь. Уитлам и Рако получают сильные ожоги и попадают в больницу, хотя травмы Фалька не столь серьёзны. Расследование закрыто благодаря признанию Уитлама, а родители Люка благодарят Фалька за доказательство невиновности Люка.
Перед отъездом Фальк встречается с Гретхен и просит прощения за то, что обвинял её; она прощает его. Она рассказывает, что всегда была влюблена в Люка, но он выбрал Карен. Фальк посещает скалы, куда они с Элли часто ходили; он находит её старый рюкзак, в котором лежит дневник с записью о том, что она собиралась сбежать, потому что Мал издевался над ней. Из флэшбэка выясняется: когда Мал узнал, что она собирается уходить, он в ярости утопил её. Фальк прощается с Элли и возвращается в город с рюкзаком по руслу реки, которое теперь полностью пересохло.

## В ролях
- Эрик Бана — Аарон Фальк
- Джо Клочек —  Аарон Фальк в юности
- Женевьев О’Райли — Гретхен
  - Клод Скотт-Митчелл —   Гретхен в юности
- Кейр О’Доннелл — Грег Рако
- Джон Полсон — Скотт Уитлам
- Биби Беттенкур — Элеонора «Элли» Дикон
- Брюс Спенс — Джерри Хадлер
- Джулия Блэйк — Барб Хадлер

Джейн Харпер, автор романа по которому снят фильм, сыграла эпизодическую роль в сцене на похоронах.

## Производство и премьера
Права на экранизацию романа были приобретены продюсерами Бруной Папандреа и Риз Уизерспун в 2015 году, а производством занималась продюсерская компания Папандреа Made Up Stories. В актёрский состав фильма вошли Эрик Бана, Женевьев О’Райли, Кир.
Съёмки начались в марте 2019 года в австралийском штате Виктория.
.
Премьера должна была состоятся 27 августа 2020 года, но была отложена из-за пандемии COVID-19. Премьера фильма состоялась в Мельбурне 11 декабря 2020 года, а широкий прокат фильма в Австралии и Новой Зеландии начался 1 января 2021 года.
Фильм был показан на фестивале SFFILM 10 апреля 2021 года и был назван одним из обязательных к просмотру фильмов фестиваля.

## Восприятие
На сайте Rotten Tomatoes фильм имеет рейтинг 89 % основанный на 85 отзывах, со средней оценкой 7.30/10. Консенсус критиков на сайте гласит: «Медленно развивающаяся криминальная драма, в которой главную роль играет Эрик Бана, фильм предлагает захватывающие острые ощущения для любителей жанра». На Metacritic средневзвешенная оценка составляет 68 из 100, на основе 21 отзыва, что означает «в целом благоприятные отзывы».
The Guardian дал фильму положительную рецензию, написав: «Фильм остаётся прочным на протяжении всего времени: упругий, жесткий и напряженный, сочетающий широкие просторы с некомфортно близкой драмой».
Фильм вошёл в десятку самых кассовых фильмов 2020 года в Австралии, собрав 20,1 млн австралийских долларов. В первые выходные в австралийском прокате фильм заработал 3,5 млн австралийских долларов, став одним из самых кассовых австралийских фильмов за всю историю, а также лучшим дебютом в прокате фильма австралийского производства от независимой студии. Через пять недель фильм собрал более 19 млн австралийских долларов (14,6 млн долларов США) и, обогнав «Свадьбу Мюриэл» и «Искателя воды», занял 17-е место в списке 20 лучших австралийских фильмов всех времен, сразу после «Приключений Присциллы, королевы пустыни». К 23 марта фильм преодолел отметку в 20 млн австралийских долларов и стал 14-м самым кассовым австралийским фильмом всех времён, обогнав «Приключения Присциллы, королевы пустыни».